# 太和北站
太和北站（原站名为旧县集站、太和县站），位于中华人民共和国安徽省阜阳市太和县旧县镇，是漯阜铁路上的火车站，建于1990年，于2017年11月26日开办客运业务，由武汉铁路局管辖。

## 車站周邊
- 万福小学
- 旧县镇人民政府
- 太和县农产品批发市场
- 太和县旧县小学

## 歷史
- 车站最初随漯阜铁路建于1986年，太和县境内设立税镇、旧县、太和、界牌4个车站，1990年建成通车[7]，后因种种原因停运[8]。
- 2008年铁路部门对漯阜铁路进行改造时，对旧县站进行扩建并更名为太和县站，原太和县站关闭[8][9]。
- 2015年5月车站新站房完工，但由于站前广场没有及时完工，车站未能即时开通[10]。
- 2017年7月，太和县站经中国铁路总公司批准更名太和北站[11]。
- 2017年11月26日开办客运业务，初期每日设有5趟列车停靠[8]。
- 2022年10月10日，本站暫停辦理客運業務，所有列車取消本站停靠，直至2023年8月1日恢復，[12]其中有7班列車增加本站停靠。[13]

## 旅客列车目的地
截止2024年2月，目前每天有7班列车在太和北停靠。
| 列车所属路局 | 目的地                   |
| ------------ | ------------------------ |
| 上海铁路局   | 平顶山、宁波、上海、漯河 |
| 武汉铁路局   | 上海、周口               |

## 外部連結
- 中国铁路客户服务中心（页面存档备份，存于）